# Convergência da tecnologia
A convergência da tecnologia ou convergência tecnológica refere-se à integração de diferentes tecnologias de telecomunicações, computação, incluindo Internet, e a captura e difusão da informação. Este conceito incute à tecnologia uma ubiquidade na atual Sociedade da Informação, permitindo que os utilizadores tenham acesso à informação e às aplicações a partir de qualquer lugar, rede ou canal de comunicação. A convergência tecnológica assume um papel relevante em diversos setores, como a comunicação, a economia, a computação e as telecomunicações.

## Evolução Tecnológica
A evolução tecnológica é um processo evolutivo e não um processo revolucionário, sendo determinada por uma conjugação de fatores econômicos, sociais e culturais. A atual Sociedade da Informação é um estádio de desenvolvimento social caracterizado pela capacidade de obter e partilhar qualquer informação, instantaneamente, de qualquer lugar, em qualquer momento e da maneira mais eficaz. No modelo atual da Sociedade da Informação podemos identificar: os utilizadores, que são pessoas ou empresas que necessitam e/ou têm acesso a conteúdos; a tecnologia, que são os meios técnicos (terminais, redes, servidores, softwares…) que permitem que os utilizadores tenham acesso ao conteúdo; o conteúdo pode incluir dados, informações, aplicações, serviços ou produtos aos quais os utilizadores podem ter acesso local ou remoto.
Segundo Damásio, a tecnologia pode ser entendida como sendo a soma de um dispositivo, das suas aplicações, contextos sociais de uso e arranjos sociais e organizacionais que se constituem em seu torno. Outros autores não se limitam ao conceito da tecnologia como extensão da atividade humana e integram o que Licklider (1960) definiu como sendo uma simbiose entre o homem e a máquina, em que a segunda funciona como elemento cooperante e ativo durante os procedimentos de raciocínio dos sujeitos.
No livro Being Digital, Nicholas Negroponte prediz que no futuro a informação será completamente digitalizada. O autor analisa as vantagens e os inconvenientes das diferentes tecnologias e tenta prever a evolução futura das tecnologias. Negroponte acredita que a evolução será para que tudo seja digital (jornais, entretenimento, sexo). O autor incute em Being Digital uma perspectiva otimista para o interface Web entre o homem e a sociedade informatizada, acreditando que a digitalização progressiva da informação, a todos os níveis, é um aspecto altamente positivo e portador de benefícios para integrar a comunidade populacional numa comunidade de todos para todos, deste modo combatendo a infoexclusão numa sociedade onde as diferenças são cada vez mais esbatidas.

## Pacotes Convergentes
Se a convergência tecnológica total ainda não é propriamente uma realidade da nossa sociedade, já é possível encontrar pacotes comerciais que reúnem serviços de voz, dados e vídeo ao usuário, oferecendo economia e praticidade. Nos nossos dias, são cada vez mais as pessoas que optam pelos pacotes convergentes, onde se reúne o telefone, a televisão e a Internet. Gradualmente, caminhamos para a era digital, à medida que a atividade da sociedade se desloca preponderantemente para a esfera do ciberespaço.

## TV Interactiva
A convergência tecnológica segue no sentido da era digital. Contudo, ainda terá um longo percurso a efetuar, nomeadamente na introdução e generalização da TV interactiva. A televisão interactiva promete uma alteração de paradigma através de uma variedade de aplicações que transformam, em parte ou na sua totalidade, a experiência do utilizador. Essas aplicações, ou categorias de serviços, podem ser divididas em:
- Internet na televisão
- Televisão personalizada
- Serviços de navegação
- Vídeo-on-demand

## Livros Interactivos
A informação em formato digital surge como consequência da evolução tecnológica. Segundo Benício & Silva, esta vem permitindo o rompimento de barreiras geográficas, a livre circulação da informação e o surgimento do suporte digital, das bibliotecas “sem paredes” e dos livros electrónicos (e-books) que podem ser descarregados (download) via Internet para o computador, possibilitando uma maneira mais simples de compor e disponibilizar um livro ao leitor.

## Educação
Associada a esta evolução tecnológica surge um novo paradigma de sala de aula, surgindo novos modelos de aprendizagem dinâmica que potencializam os conhecimentos das crianças, tornando-os tanto “professores” como “aprendizes”. As aplicações práticas da convergência tecnológica são inúmeras, destacando-se o seu uso na Educação e, mais especificamente, no e-learning. A escola do futuro é uma “Escola sem muros”, na qual a tecnologia estará omnipresente na sala de aula virtual.
O projeto Um Laptop por Criança, para a educação das crianças dos países em desenvolvimento, apresenta a ferramenta XO, a qual poderá libertar esse enorme potencial nas crianças. O XO é uma poderosa ferramenta de aprendizagem criada expressamente para as crianças mais pobres, que vivem nos ambientes mais remotos. É feito com um software livre e open-source. A liberdade de software dá às crianças a oportunidade de usar seus laptops segundo suas próprias regras.

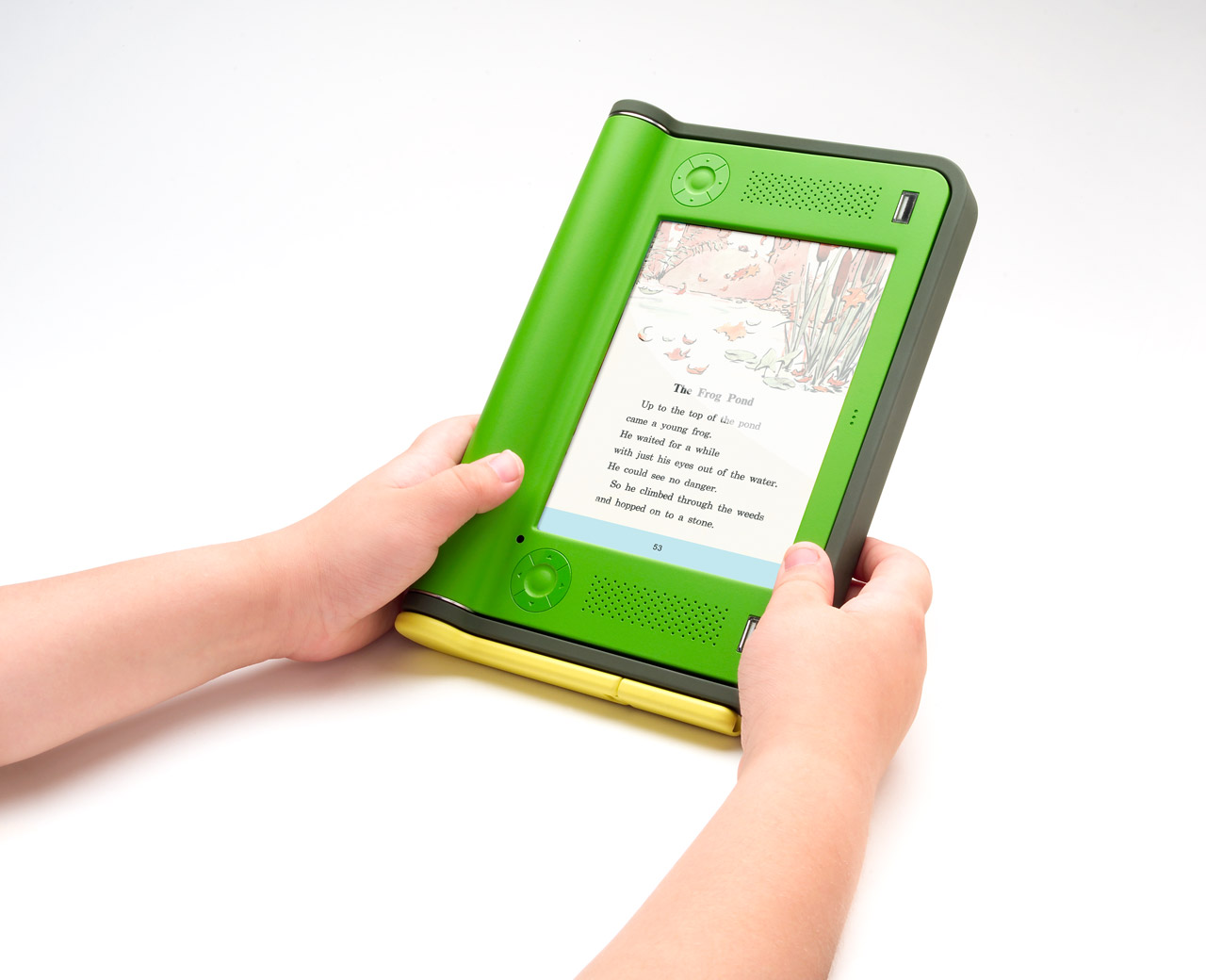

O Laptop XO é uma ferramenta como navegador web, reprodutor de multimídia e leitor de livros electrónicos, permitindo que as crianças dos países em desenvolvimento alcancem domínios de conhecimento que de outra forma seriam difíceis — ou impossíveis — de alcançar.

## Ligações Externas
- «One Laptop Per Children». Cópia arquivada em 6 de fevereiro de 2009
- Cyberdock (2005). «Being Digital»
- «O Wiki da OLPC»